# خوانمي
خوان ميغيل خيمينيز لوبيث (بالإسبانية: Juan Miguel Jiménez López)‏ أو المعروف باسم خوانمي (بالإسبانية: Juanmi)‏ هو لاعب كرة قدم إسباني يلعب في مركز جناح وُلد في يوم 20 مايو 1993 في بلدة كوين، مالقة في إسبانيا، يلعب حالياً مع ريال سوسيداد في اسبانيا وسبق له اللعب مع نادي راسينغ سانتاندر ونادي ملقا وريال بتيس ونادي الرياض، كما بدأ باللعب مع منتخب إسبانيا لكرة القدم ويبلغ طوله 169 سم.

## وصلات خارجية
- خوانمي على موقع الاتحاد الأوربي (الإنجليزية)
- خوانمي على موقع قاعدة بيانات كرة القدم.إي يو (الإنجليزية)
- خوانمي على موقع ناشيونال فوتبول تيمز (الإنجليزية)
- خوانمي على موقع Soccerbase.com (لاعب) (الإنجليزية)
- خوانمي على موقع Soccerway.com (الإنجليزية)
- خوانمي على موقع عالم كرة القدم.نت (الإنجليزية)
- خوانمي على موقع كووورة
- خوانمي على موقع AS.com (الإسبانية)

- خوانمي في موقع بي دي فوتبول
- خوانمي في موقع فوتبولمي